# Westwell, Kent
Westwell är en ort och civil parish i grevskapet Kent i sydöstra England. Orten ligger i distriktet Ashford, cirka 5 kilometer nordväst om Ashford. Civil parishen hade 1 073 invånare vid folkräkningen år 2021.